# Genisteïna
La genisteïna, (en anglès genistein) és una de les isoflavones que es coneixen. Isoflavones, com la genisteïna i la daidzeïna, es troben en moltes plantes incloent el llobí, fava, soia, kudzu, i psoralea les quals en són la font principal, també es troba en la planta medicinal, Flemingia vestita i el cafè A més de la seva funció antioxidant i anthelmíntica, moltes isoflavones dins del cos animal i humà tenen efectes estrogènics. Les isoflavones també produeixen efectes no hormonals.
La genisteïna va ser aïllada el 1899 de la planta Genista tinctoria; d'on deriva el nom. El seu nucli compost va ser sintetitzat el 1928.

## Efectes biològics
Té una gran diversitat d'efectes entre ells el d'inhibidor de la tirosina-cinasa.
L'efecte antihelmíntic (contra els cucs paràsits dels humans) s'ha usat tradicionalment a l'Índia aprofitant l'arrel de la planta Felmingia vestita. També la genisteïna té efecte contra els cucs que afecten l'aviram (Raillietina echinobothrida), el porc ( Fasciolopsis buski), i l'ovella (Fasciola hepatica).
Contra l'ateroesclerosi la ginesteïna actua contra la inflamació.
En el càncer com altres isoflavones bloqueja la formació de nous vasos sanguinis (efecte antiangiogènic) i pot bloquejar el creixement incontrolat de les cèl·lules,

En els mascles la genisteïna pot actuar com un estrogen estimulant el desenvolupament i menteniment de caractarístiques femenines. però amb alguns efectes contradicoris.

## Productes farmacèutics derivats
El KBU2046 està sota investigació per combatre el càncer de pròstata.